# Tetramorium confusum
Tetramorium confusum är en myrart som beskrevs av Bolton 1977. Tetramorium confusum ingår i släktet Tetramorium och familjen myror. Inga underarter finns listade i Catalogue of Life.

## Bildgalleri

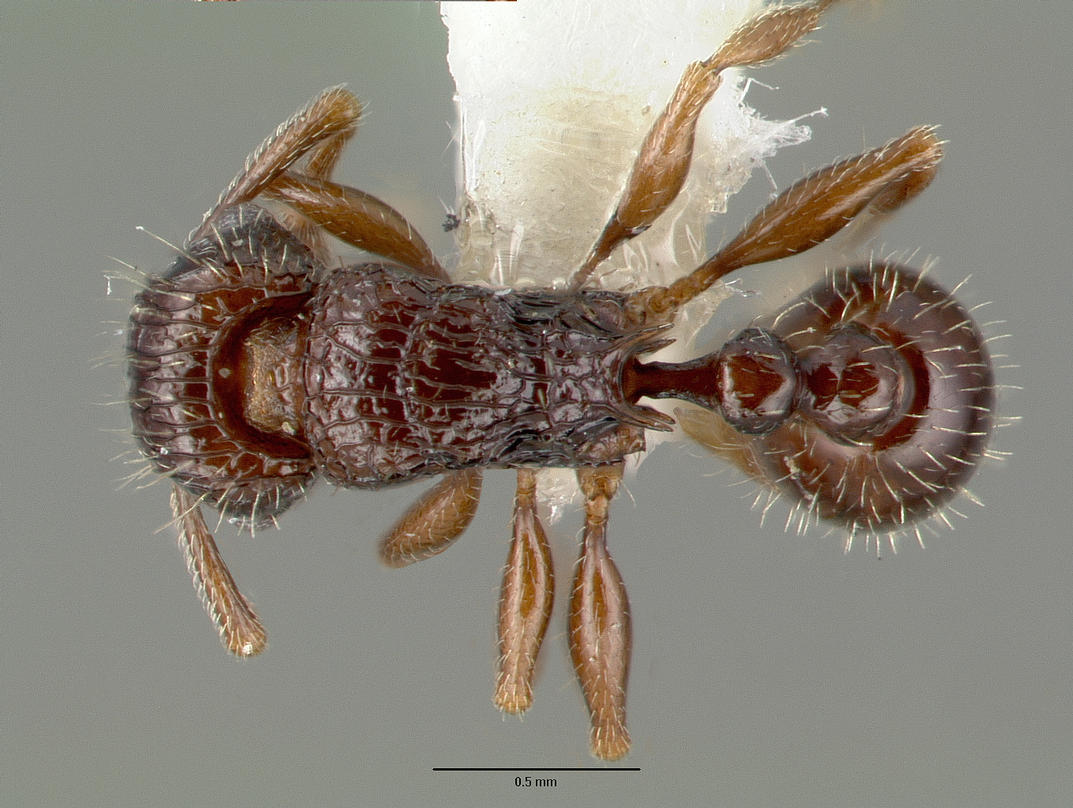
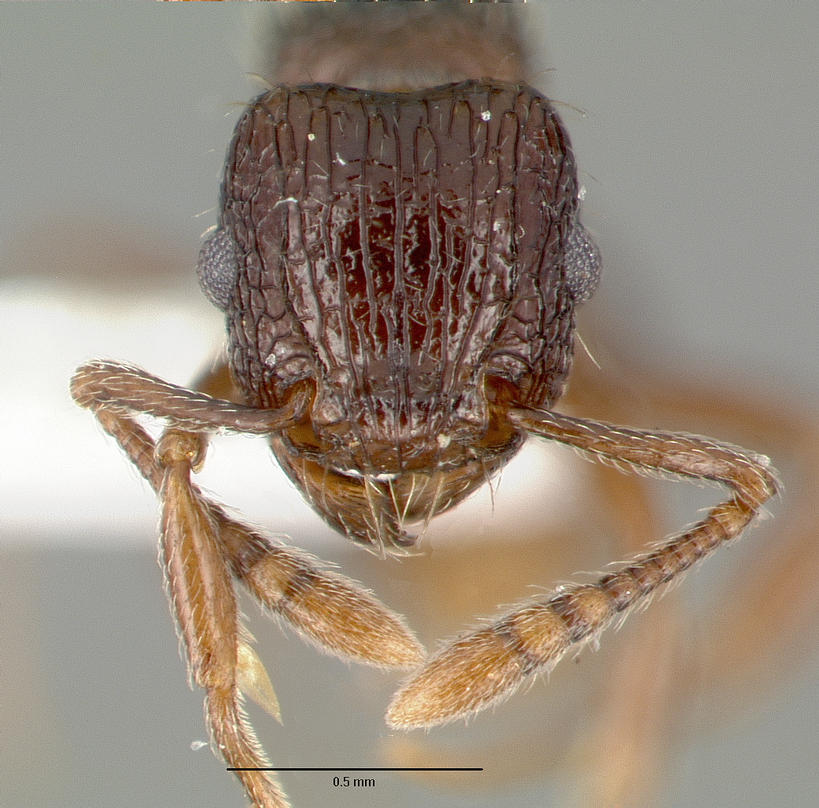
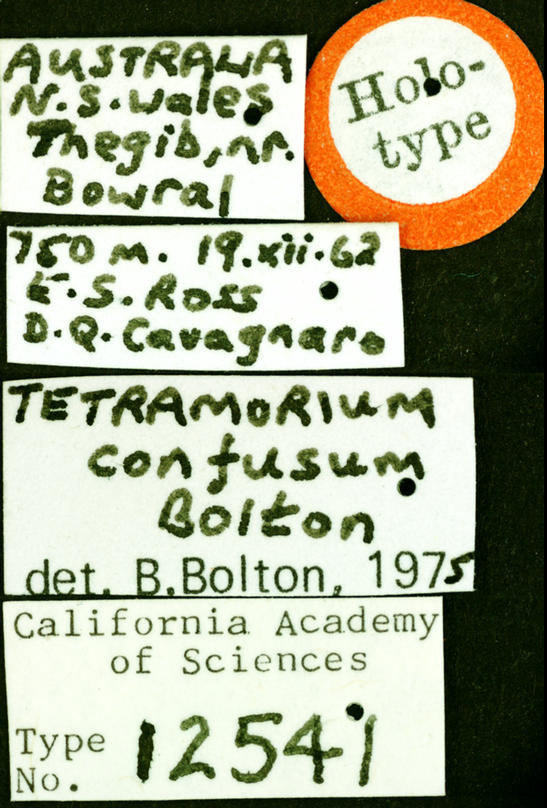
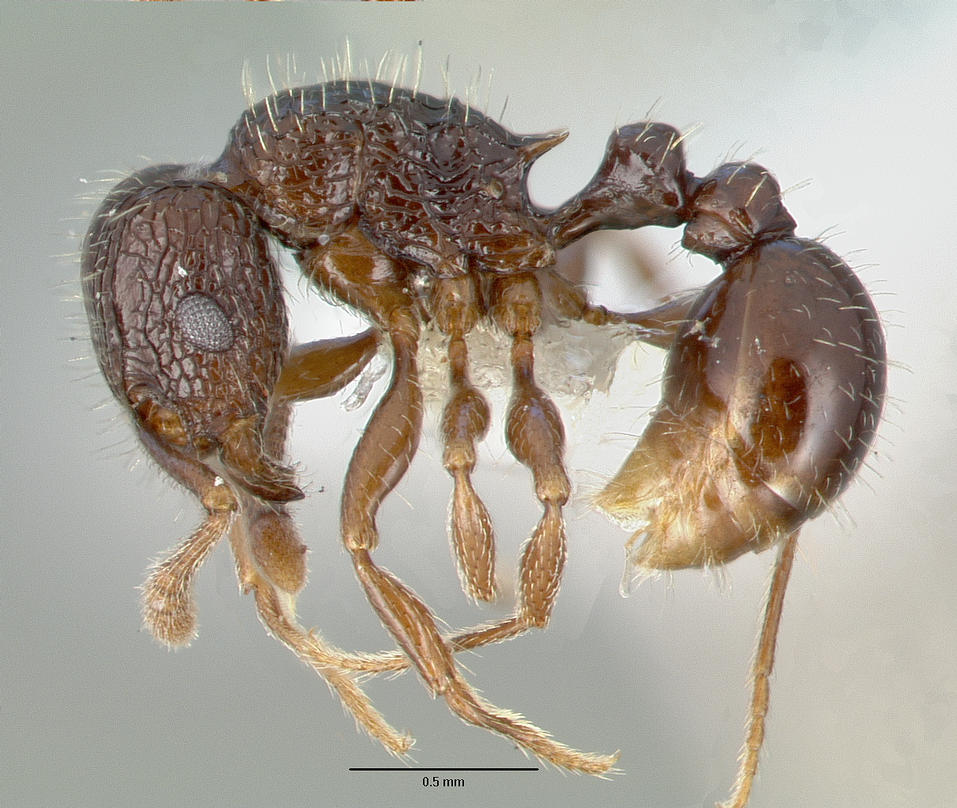